# Jesús Rojas (boxeador venezolano)
Jesús "Kiki" Rojas (Río Caribe, Sucre, Venezuela, 31 de enero de 1964)  fue boxeador profesional en la división de Peso Mosca y Supermosca de Venezuela, fue campeón Mosca en 1989 ante Fidel Bassa y campeón supermosca en 1998 ante Satoshi Iida.

## Biografía
Jesús Rojas, nació en el estado sucre, desde temprana edad mostraba tener mucho carácter. Solía meterse en peleas en el colegio donde si ganaba obtenía algunas galletas o algo de dinero. Así fue como un amigo le recomendó ir a probar suerte en un gimnasio de boxeo y al siguiente día ya tenía los guantes puestos en el ring, comenzando, sin saberlo todavía, su carrera de boxeador.
Tuvo una corta carrera como aficionado, donde representó a la selección nacional y ganó la medalla de bronce en el campeonato Batalla de Carabobo.

### Carrera profesional
Rojas, debutó como profesional el 13 de septiembre de 1985, derrotando por decisión a Francisco Álvarez. se mantuvo invicto en 17 peleas antes de perder por decisión ante el coreano Yoon-Un Jin, sin embargo, ganó sus siguientes tres peleas antes de que se le presentara la oportunidad de disputar un combate por el título mundial AMB, ante el invicto campeón colombiano Fidel Bassa, A quien ganó en una polémica decisión unánime, a pesar de algunas faltas cometidas por parte de Rojas en el combate, la pelea fue a favor del venezolano quien se mostró superior en muchos del los asaltos.
Rojas defendería su título por primera vez el 10 de marzo de 1990, ante el púgil coreano Yul Woo Lee. donde Rojas fracasó en su intento por retener la faja mundial que había conseguido tan solo un año atrás. A pesar de esta derrota no perdió la esperanza de volver a coronarse como campeón, y ocho meses después se le presentó la oportunidad contra el japonés Leopard Tamakuma quien había noqueado a Yul Woo Lee. a pesar de los intentos de rojas por ganar, el japonés demostró ser un duro adversario que logró mantenerlo fuera de distancia con su jab y su estilo zurdo. El combate terminó en empate.
El 23 de diciembre de 1998, Rojas recibe otra oportunidad para disputar otro combate por el título mundial, esta vez en la división de los Supermoscas, ante el campeón japonés Satoshi Iida quien había ganado el título dos años antes. El venezolano consiguió dominar la pelea en su totalidad para adjudicarse la victoria por la vía de los puntos, consiguiendo su segundo título mundial, esta vez en una segunda división de peso entrando en el selecto grupo de venezolanos con títulos mundiales en dos o más divisiones de peso.
A Jesús "Kiki" Rojas, se le recuerda por ser un boxeador con una férrea determinación y resistencia para seguir adelante, ya que nunca fue derrotado por la vía del nocaut. Rojas también era impaciente ya que solía cometer algunas faltas durante los combates, pero aun así siempre con la convicción de alcanzar el éxito a través de constancia y sacrificio.

## Registro profesional
| 36 Ganadas (20 KOs), 10 Derrotas, 4 Empates |           |                      |                        |                 |            |                                     |                                                                                                |
| Resultado                                   | Récord    | Rival                | Método                 | Asalto - Tiempo | Fecha      | Localización                        | Título                                                                                         |
| D                                           | 36-10-4-1 | Eric Morel           | UD                     | 10              | 30-03-2004 | Guaynabo,Puerto Rico                | Pelea por el título OMB NABO del Peso supermosca                                               |
| G                                           | 36-9-4-1  | Emilio Castro        | KO                     | 2(10)           | 29-11-2003 | Caracas,Venezuela                   |                                                                                                |
| E                                           | 35-7-4-1  | Edison Torres        | Decisión               | 10              | 08-09-2003 | Caracas, Venezuela                  |                                                                                                |
| D                                           | 35-9-2-1  | Celes Kobayashi      | SD(Decisión dividida)) | 12              | 01-09-2001 | Yokohama,Japón                      | Pelea por el título Mundial AMB del Peso supermosca                                            |
| G                                           | 35-8-2-1  | Francisco Gómez      | TKO                    | 3,(10)          | 20-03-2001 | Las Tejerias,Venezuela              |                                                                                                |
| G                                           | 34-8-2-1  | Roger Guevara        | TKO                    | 1,(10)          | 21-05-2000 | Puerto La Cruz,Venezuela            |                                                                                                |
| G                                           | 33-8-2-1  | Hideyasu Ishihara    | KO                     | 7,(10)          | 19-03-2000 | Nagoya,Japón                        |                                                                                                |
| D                                           | 32-8-2-1  | Hideki Todaka        | UD                     | 12              | 31-07-1999 | Nagoya,Japón                        | Pierde el título Mundial AMB del Peso supermosca                                               |
| E                                           | 32-7-3-1  | Hideki Todaka        | Decisión               | 12              | 28-03-1999 | Miyazaki, Japón                     | Retiene el título Mundial AMB del Peso supermosca                                              |
| G                                           | 32-7-2-1  | Satoshi Iida         | UD                     | 12              | 23-10-1998 | Nagoya,Japón                        | Gana el título Mundial AMB del Peso supermosca                                                 |
| G                                           | 31-7-2-1  | Evangelio Pérez      | TKO                    | 7,(12)          | 03-10-1998 | Caracas,Venezuela                   | Gana el título AMB Fedelatin del peso supermosca                                               |
| G                                           | 30-7-2-1  | Saúl Guaza           | TKO                    | 2,(10)          | 30-05-1998 | Los teques,Venezuela                |                                                                                                |
| D                                           | 29-7-2-1  | Yokthai Sithoar      | TKO                    | 10,(12)         | 08-08-1997 | Bangkok,Tailandia                   | Pelea por título Mundial AMB Peso supermosca                                                   |
| G                                           | 29-6-2-1  | David Serradas       | TKO                    | 10,(12)         | 17-05-1997 | Los teques,Venezuela                | Retiene título AMB Fedebol del Peso supermosca                                                 |
| G                                           | 28-6-2-1  | David Griman         | UD                     | 12              | 17-02-1996 | Los teques,Venezuela                | Retiene título AMB Fedebol del Peso supermosca y Gana el título venezolano del Peso supermosca |
| G                                           | 27-6-2-1  | David Griman         | UD                     | 12              | 11-11-1995 | Caracas,Venezuela                   | Gana por el título AMB Fedebol del Peso supermosca                                             |
| G                                           | 26-6-2-1  | Takashi Oba          | TKO                    | 7,(10)          | 06-05-1995 | Korakuen Hall,Japón                 |                                                                                                |
| D                                           | 25-6-2-1  | Danny Núnez          | UD                     | 12              | 10-09-1994 | Miami,Estados Unidos                | Pelea por el título mundial AMB Fedecentro Peso mosca                                          |
| D                                           | 25-5-2-1  | Somchai Chertchai    | UD                     | 12              | 10-04-1994 | Provincia de Samut Prakan,Tailandia | Pelea por el título mundial AMB del Peso mosca                                                 |
| G                                           | 25-4-2-1  | José Bonilla         | TKO                    | 4,(10)          | 26-11-1993 | Puerto la cruz,Venezuela            | Gana el título AMB Fedelatin del Peso mosca                                                    |
| G                                           | 24-4-2-1  | Dunoy Pena           | TKO                    | 4,(10)          | 30-07-1993 | Caracas,Venezuela                   |                                                                                                |
| G                                           | 23-4-2-1  | Puma Toguchi         | TKO                    | 9,(10)          | 20-04-1993 | Japón                               |                                                                                                |
| G                                           | 22-4-2-1  | Rafael Torres        | UD                     | 10              | 12-12-1992 | Miami, Estados Unidos               |                                                                                                |
| G                                           | 21-4-2-1  | Óscar Bolívar        | UD                     | 10              | 27-06-1992 | Santiago Mariño,Turmero, Venezuela  |                                                                                                |
| D                                           | 20-4-2-1  | Óscar Bolívar        | UD                     | 10              | 22-02-1992 | El Tigre, Venezuela                 |                                                                                                |
| D                                           | 20-3-2-1  | Julio Gudino         | UD                     | 10              | 06-04-1991 | Turmero, Venezuela                  |                                                                                                |
| E                                           | 20-2-2-1  | Leopard Tamakuma     | Decisión               | 12              | 06-12-1990 | Aomori, Japón                       | Pelea el título Mundial AMB del Peso mosca                                                     |
| G                                           | 20-2-1-1  | Edison Torres        | UD                     | 10              | 18-08-1990 | Turmero, Venezuela                  |                                                                                                |
| D                                           | 19-2-1-1  | Yul Woo Lee          | SD                     | 12              | 10-03-1990 | Daejeon, Corea del sur              | Pierde el título Mundial AMB del Peso mosca                                                    |
| G                                           | 19-1-1-1  | Fidel Bassa          | UD                     | 12              | 30-09-1989 | Barranquilla, Colombia              | Gana el título Mundial AMB del Peso mosca                                                      |
| G                                           | 18-1-1-1  | Manuel Sayago        | UD                     | 10              | 05-08-1989 | Turmero, Venezuela                  |                                                                                                |
| G                                           | 17-1-1-1  | Pedro José Feliciano | KO                     | 4,(10)          | 13-05-1989 | Turmero, Venezuela                  |                                                                                                |
| G                                           | 16-1-1-1  | Carlos Pérez         | UD                     | 10              | 15-04-1989 | Turmero, Venezuela                  |                                                                                                |
| D                                           | 15-1-1-1  | Yoon-Un Jin          | UD                     | 10              | 01-03-1989 | Seúl, Corea del sur                 |                                                                                                |
| G                                           | 15-0-1-1  | Victoriano Hernández | UD                     | 10              | 14-01-1989 | Turmero, Venezuela                  |                                                                                                |
| G                                           | 14-0-1-1  | Mauricio Bernal      | UD                     | 10              | 26-11-1988 | Turmero, Venezuela                  |                                                                                                |
| G                                           | 13-0-1-1  | Rafael Julio         | TKO                    | 4,(10)          | 02-07-1988 | Maracaibo, Venezuela                |                                                                                                |
| G                                           | 12-0-1-1  | Roger Guevara        | KO                     | 1,(10)          | 04-06-1988 | Turmero, Venezuela                  |                                                                                                |
| G                                           | 11-0-1-1  | Yasutaka Sakurai     | KO                     | 8,(10)          | 24-04-1988 | Korakuen Hall, Japón                |                                                                                                |
| G                                           | 10-0-1-1  | Victoriano Hernández | TKO                    | 9,(10)          | 26-03-1988 | Turmero, Venezuela                  |                                                                                                |
| G                                           | 9-0-1-1   | José G Castillo      | UD                     | 10              | 05-02-1988 | Turmero, Venezuela                  |                                                                                                |
| G                                           | 8-0-1-1   | Orlando Maestre      | UD                     | 10              | 08-08-1987 | Caraballeda, Venezuela              |                                                                                                |
| NC                                          | 7-0-1-1   | Orlando Maestre      | DQ                     | 2 (6)           | 1987-03-21 | Palo verde                          |                                                                                                |
| E                                           | 7-0-1     | Victoriano Hernández | Decisión               | 8               | 13-12-1986 | Porlamar, Venezuela                 |                                                                                                |
| G                                           | 7-0       | Rafael Lara          | TKO                    | 1,(6)           | 10-11-1986 | Turmero, Venezuela                  |                                                                                                |
| G                                           | 6-0       | Aquiles Guzmán       | UD                     | 6               | 22-09-1986 | Maracay, Venezuela                  |                                                                                                |
| G                                           | 5-0       | Limbor Villalobos    | TKO                    | 5,(6)           | 01-08-1986 | Palo verde, Venezuela               |                                                                                                |
| G                                           | 4-0       | Jesús Nieto          | TKO                    | 1,(6)           | 30-05-1986 | Porlamar, Venezuela                 |                                                                                                |
| G                                           | 3-0       | Juan blanco          | TKO                    | 3,(4)           | 22-03-1986 | Caraballeda, Venezuela              |                                                                                                |
| G                                           | 2-0       | José G Castillo      | UD                     | 4               | 17-10-1985 | Turmero, Venezuela                  |                                                                                                |
| G                                           | 1-0       | Francisco Álvarez    | UD                     | 4               | 13-09-1985 | Maracay, Venezuela                  | Debut profesional                                                                              |

| Predecesor: Fidel Bassa  | Campeón del mundo de los pesos mosca 1989–1990      | Sucesor: Yul Woo Lee   |
| Predecesor: Satoshi Iida | Campeón del mundo de los pesos supermosca 1998–1999 | Sucesor: Hideki Todaka |